# Berggraslanden en -struwelen
Berggraslanden en -struwelen vormen een van de 14 biomen waarin het WWF de landecoregio's van de planeet indeelt.
Dit bioom wordt gekenmerkt door de effecten van grote hoogte in bergachtige gebieden of op hoogvlaktes. Ze kunnen zowel in tropische, subtropische als in gematigde gebieden over de gehele aardbol voorkomen. Zowel flora als fauna vertoont echter typische aanpassingen aan de vaak harde omstandigheden waaronder zij moeten leven. Planten vertonen vaak rozetstructuren en wasachtige of behaarde bladeren, of dit nu op de hellingen van de Kilimanjaro, in de Andes of in de hooglanden van Nieuw-Guinea is.
Het bioom komt vaak op uiterst geïsoleerde plekken van beperkte omvang voor en dit heeft vaak geleid tot de ontwikkeling van een hoge mate van endemie. Er zijn bijvoorbeeld grote rozetvormende planten van verschillende komaf, zoals Lobelia in Oost-Afrika, Aloe in Lesotho, Puya in Zuid-Amerika, Cyathea in Nieuw-Guinea en Argyroxiphium op Hawaï. Dit soort planten kan tot op hoogtes van 4.500-4.600 meter boven de zeespiegel voorkomen.
Nog een ander kenmerk is dat er vaak sprake is van migratie, bijvoorbeeld van grotere naar minder grote hoogtes in de wintertijd.

## Galerij

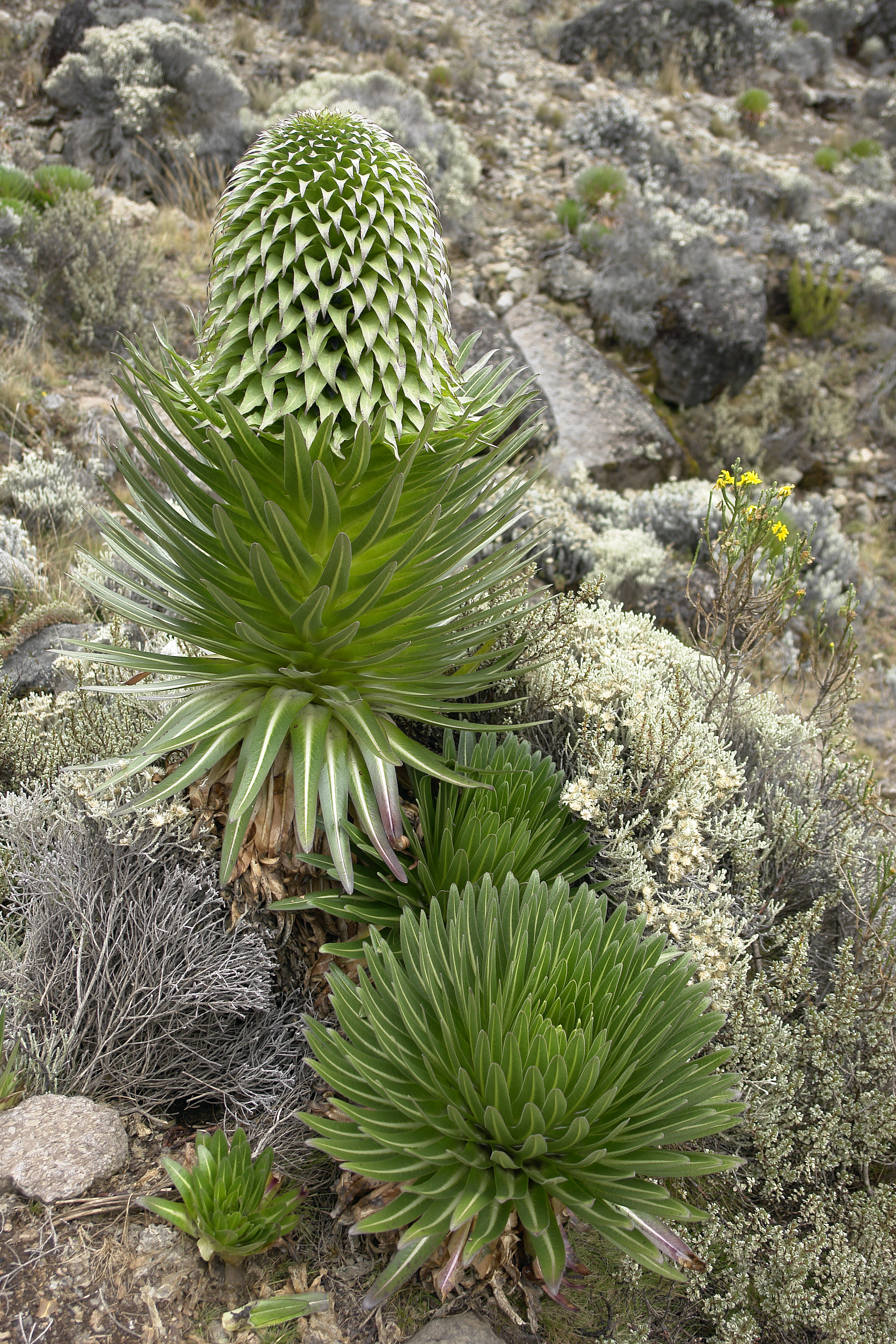
reuzenlobelia
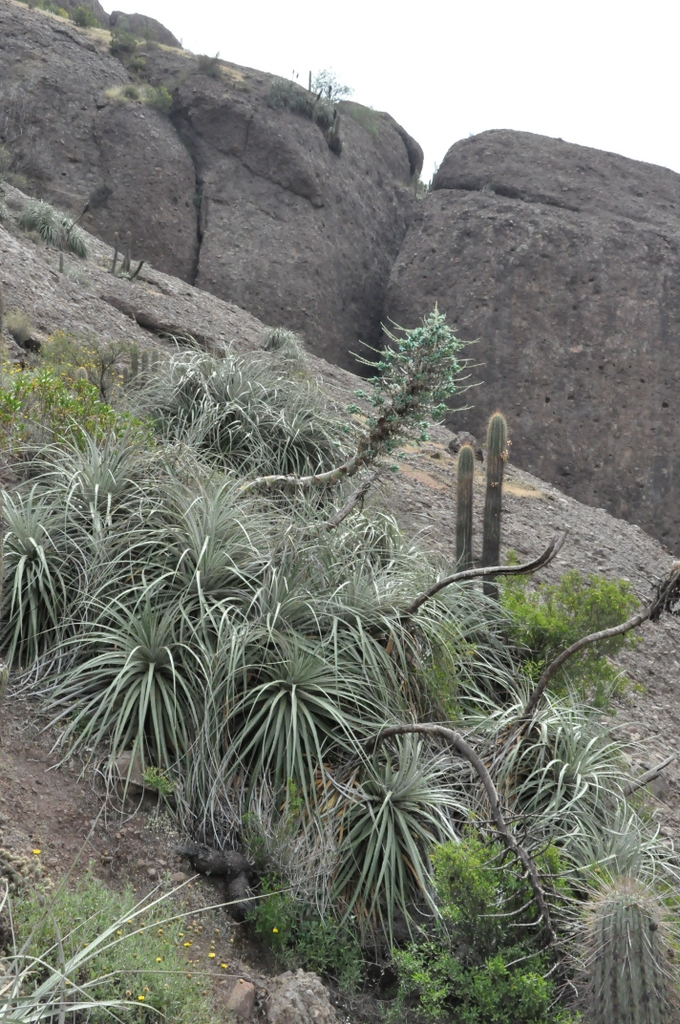
Puya alpestris ssp zoellneri
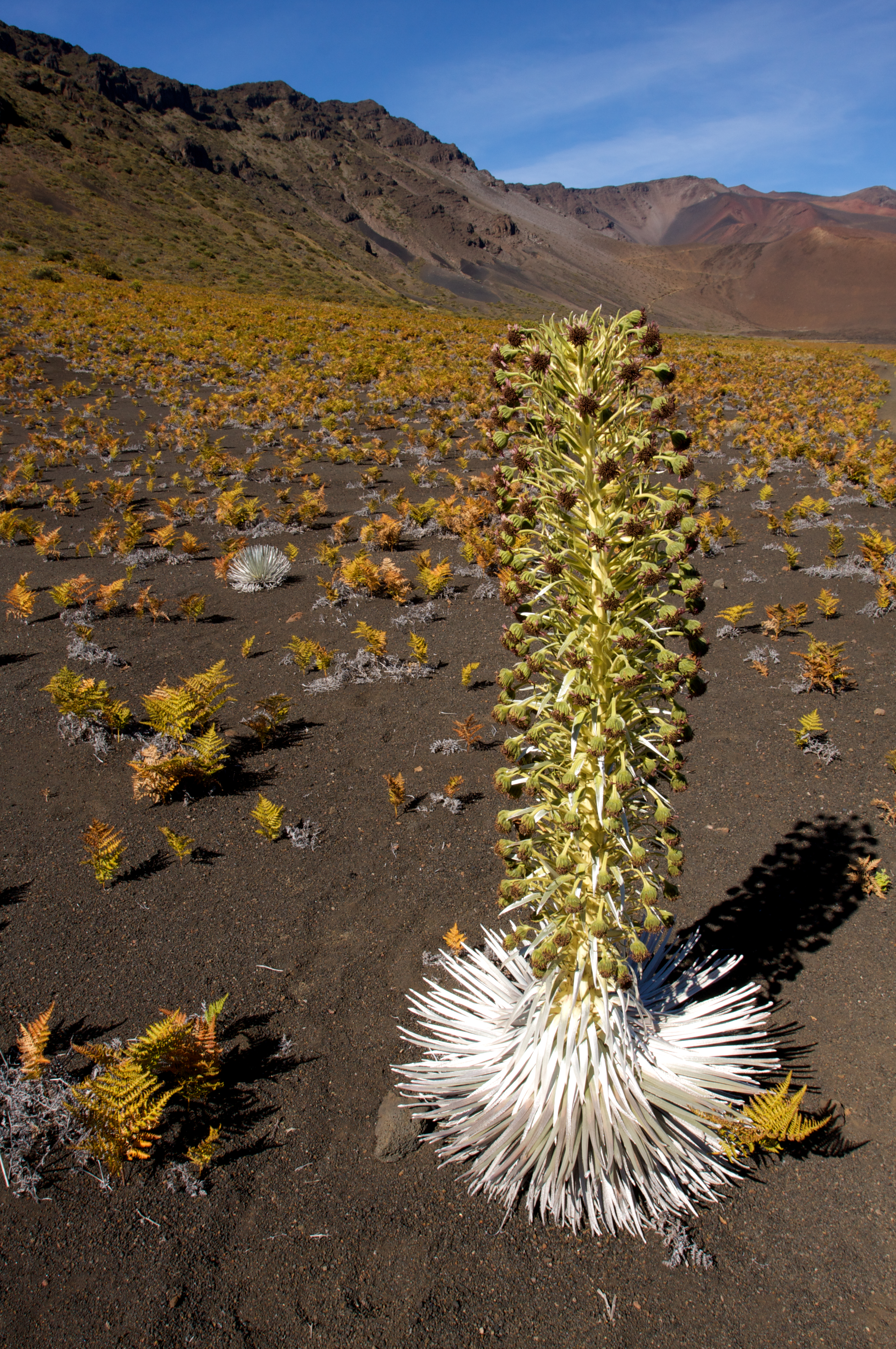
Argyroxiphium
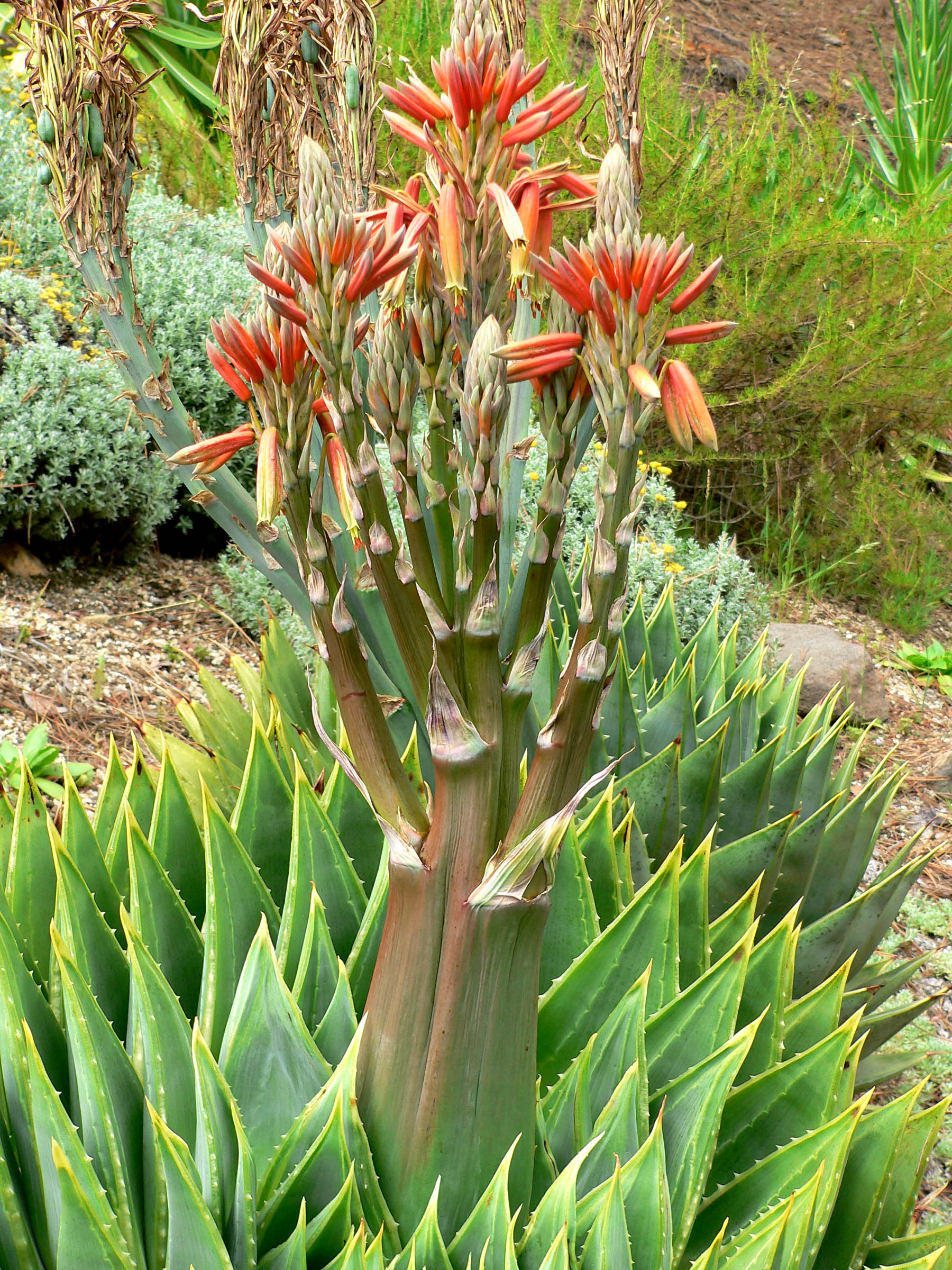
Aloe polyphylla